# Пупко, Виктор Яковлевич
Виктор Яковлевич Пупко (18 марта 1927, Харьков — 9 ноября 1999, Обнинск) — советский учёный, ядерный физик, лауреат Государственной премии СССР.

## Биография
Родился 18 марта 1927 года в Харькове, Украинская ССР. Сын военного врача Якова Исааковича Пупко (1899—?), уроженца Бердичева, участника Великой Отечественной войны, порполковника медслужбы, кавалера ордена Красной Звезды. 
Окончил школу в Серове Свердловской области (1944) и с отличием - Московский энергетический институт (1950). Получил направление в Лабораторию «В» (Обнинск) на должность младшего научного сотрудника.
Проводил комплексные исследования по применению жидкометаллических теплоносителей (натрий, свинец-висмут и т.д.) в атомной энергетике. В 1957 г. защитил кандидатскую диссертацию.
В дальнейшем был одним из руководителей разработок ядерных энергетических установок (ЯЭУ) космического назначения «БУК» и «ТОПАЗ».
Доктор физико-математических наук, профессор. С 1980 года — директор отделения космической техники Физико-энергетического института (Обнинск).
Лауреат Государственной премии СССР (1972). Заслуженный деятель науки РФ (1994).
Умер  9 ноября 1999 года в Обнинске.